# Список населённых пунктов Варвинского района
Список населённых пунктов Варвинского района подан по данным КВКФ на 01. 01. 2006 г.
Общее количество населённых пунктов 30 (1 пгт, 27 сёл и 2 посёлка).
Тип населённого пункта указан в скобках, за исключением сёл.
1. Антоновка
2. Березка
3. Богданы
4. Боханов
5. Брагинцы
6. Булавовщина
7. Варва (пгт)
8. Воскресенское
9. Гнединцы
10. Григоровщина
11. Дащенки
12. Журавка
13. Калиновица
14. Кулишовка
15. Кухарка
16. Леляки
17. Макеевка
18. Макушиха
19. Мармызовка
20. Мудрое
21. Озеряны
22. Остаповка
23. Рубанов (посёлок)
24. Саверское (посёлок)
25. Светличное
26. Сериков
27. Серяковщина
28. Тонка
29. Хортица
30. Ященков.